# Melica frutescens
Melica frutescens är en gräsart som beskrevs av Frank Lamson Scribner. Melica frutescens ingår i släktet slokar, och familjen gräs. Inga underarter finns listade i Catalogue of Life.